# Valencia (groupe)
Pour les articles homonymes, voir Valencia.
Valencia est groupe de pop punk américain, originaire de Philadelphie, en Pennsylvanie.

## Biographie

### Débuts (2004–2008)
Valencia se forme lorsque les membres jouent ensemble dans plusieurs États. George Ciukurescu et JD Perry ont grandi ensemble. Ils rejoignent un groupe en 2001 appelé Capgun Heroes avec Brendan Walter et les anciens membres Sean Mundy et Ryan O'Hara. Shane Henderson chante dans le groupe Attracted to Miss et Max jouera de la batterie au sein de The Emphasis. Ils formeront Valencia en 2004. Le nom du groupe s'inspire du nom du protagoniste, Valencia, dans l'ouvrage Slaughterhouse-Five de Kurt Vonnegut. En 2005, Valencia signe au label I Surrender Records lorsque le batteur de Midtown, Rob Hitt, entend leur démo.
Après avoir joué au Warped Tour en 2005, ils publient leur premier album, This Could Be a Possibility, en octobre 2005, qui est réédité en 2006. L'album est accueilli de manière mitigée,,,. En 2006, le groupe est nommé par SPIN comme groupe de l'année, mais perd face à Nightmare of You. En mai 2006, le groupe arrête de tourner après la mort de la compagne de Shane. En juillet 2006, Valencia traverse le Japon pour jouer au Fuji Rock Festival. En 2007, le groupe tourne avec Boys Like Girls, The Audition, et All Time Low aux États-Unis. Valencia tourne aussi avec We the Kings, The Cab, Charlotte Sometimes, et Sing It Loud en avril 2008.

### Nouveaux albums et pause (2008–2011)
Le deuxième album de Valencia, We All Need a Reason to Believe, est publié le 28 août 2008, avec onze nouvelles chansons. L'album a filtré sur Internet dans son intégralité le 16 août 2008. Le 19 août 2008, il est publié sur Myspace. En 2009, Valencia joue au Soundwave avec New Found Glory, Say Anything et Billy Talent. Le groupe ouvre pour Blink-182 en juin 2009 à la tournée de réunion. Valencia passe l'été 2009 à tourner avec Every Avenue. Le membre Brendan Walter devient l'un des 32 poursuivis par la RIAA pour partages illégaux de musiques.
Le troisième album de Valencia, Dancing with a Ghost, est publié le 12 octobre 2010. Après une longue pause, le groupe revient tourner en soutien à un nouvel album en octobre 2010. La tournée comprend quelques concerts avec Say Anything, Saves the Day et Motion City Soundtrack. Ils joueront aussi en Australie. En juin 2011, le guitariste JD Perry  quitte l groupe en bons termes pour des raisons personnelles. Le groupe continue de tourner par obligations contractuelles avec Forever the Sickest Kids et I See Stars aux côtés d'un ami, Trevor Leonard à la guitare. Le 30 septembre 2011, l'ancien batteur de Valencia, Maxim Soria, est tué pendant un accident de moto. Le 11 octobre 2011, ils annoncent une pause et jouent un dernier concert au Electric Factory le 28 décembre 2011.

### Retour (depuis 2016)
Valencia annonce deux concerts en septembre 2016. Le premier au Webster Hall de New York le 27 décembre 2016, et le second au Fillmore de Philadelphie, le 28 décembre 2016, cinq ans après leur dernier concert.

## Membres

### Membres actuels
- Shane Henderson – chant (2003–2011, depuis 2016)
- Daniel Pawlovich – batterie (2010–2011, depuis 2016)
- George Ciukurescu – basse (2003–2011, depuis 2016)
- Brendan Walter – guitare (2003–2011, depuis 2016)

### Anciens membres
- JD Perry - guitare (2003–2011)
- Maxim Soria - batterie (2003–2009, décédé)
- Sean Mundy - batterie (2003)

### Membre de tournée
- Trevor Leonard - guitare (depuis 2011)

## Discographie

### Albums studio
- 2005 : This Could Be a Possibility
- 2008 : We All Need a Reason to Believe[15]
- 2010 : Dancing with a Ghost

### EP
- 2009 : We All Need a Reason to B Side (Columbia Records)

### Compilation
- 2007 : I Can't See Myself (Getting to Sleep at Night) - Punk the Clock Volume 3: Property of a Gentleman

### Vinyle
- 2011 : B-sides and Rarities 7" (I Surrender Records)